# Catarina Gonçalves Chaves
Catarina Gonçalves Chaves  (século XVI – ilha Terceira, Açores, Portugal)
A mais antiga pessoa de que há registo na ilha terceira com este apelido é D. Catarina Gonçalves Chaves, que deve ter nascido nos fins do século XVI ou princípios do século XVII, e de quem procede muito ilustre geração.
Quem representa esta família na ilha Terceira são os descendentes da Condessa de Sieuve de Meneses, D. Ana, com o seu filho Raimundo Sieuve de Menezes, 2º Conde de Sieuve de Menezes.
D. Catarina Gonçalves Chaves, foi casada com Bartolomeu da Rocha Ferraz, o mais antigo também deste apelido de que há conhecimento na ilha Terceira.
Foram moradores na cidade de Angra, na rua direita, em uma casa de que eram senhores e possuidores e que vincularam em morgado, juntamente com outros bens.
Deste casamento nasceram: 
1. António Rocha Ferraz.
2. D. Maria Rocha Ferraz, segundo alguns historiadores, D. Maria de Chaves Ferraz, segundo outros, que casou com Martim de Azevedo Coutinho.